# Paralelo 10 N
O paralelo 10 N é um paralelo que está 10 graus a norte do plano equatorial da Terra.
Começando no Meridiano de Greenwich na direcção leste, o paralelo 10 N passa sucessivamente por:
| País, território ou mar         | Notas |
| ------------------------------- | --- |
| Gana                            | |
| Togo                            | |
| Benim                           | |
| Nigéria                         | |
| Camarões                        | |
| Chade                           | |
| República Centro-Africana       | |
| Sudão                           | |
| Sudão do Sul                    | |
| Sudão                           | |
| Abyei                           | Área controlada pelo Sudão e reclamada pelo Sudão do Sul                                                           |
| Sudão                           | |
| Sudão do Sul                    | |
| Sudão                           | |
| Sudão do Sul                    | |
| Sudão                           | |
| Etiópia                         | |
| Somália                         | Incluindo a Somalilândia                                                                                           |
| Oceano Índico                   | Mar da Arábia, passando entre Kalpeni e Minicoy nas ilhas Laquedivas, da Índia                                     |
| Índia                           | Kerala Tamil Nadu                                                                                                  |
| Oceano Índico                   | Baía de Bengala · Passa entre Pequena Andamão e Car Nicobar nas Ilhas Andamão e Nicobar, da Índia · Mar de Andamão |
| Myanmar (Birmânia)              | Zadetkyi Kyun no Arquipélago Mergui, e o ponto mais meridional do continente em Mianmar                            |
| Tailândia                       | |
| Oceano Pacífico                 | Golfo da Tailândia                                                                                                 |
| Vietname                        | |
| Mar da China Meridional         | Passa nas Ilhas Spratly, disputadas entre China e Vietname                                                         |
| Filipinas                       | Ilha de Palawan |
| Mar de Sulu                     | |
| Filipinas                       | Ilhas de Negros, Cebu, Bohol, Leyte, Dinagat e Siargao                                                             |
| Oceano Pacífico                 | Mar das Filipinas                                                                                                  |
| Estados Federados da Micronésia | Passa em Ulithi |
| Oceano Pacífico                 | |
| Ilhas Marshall                  | Passa a norte do Atol Ujelang, a sul do Atol Wotho, e atravessa o Atol Likiep                                      |
| Oceano Pacífico                 | |
| Costa Rica                      | |
| Mar do Caribe                   | |
| Colômbia                        | |
| Venezuela                       | Incluindo Lago Maracaibo                                                                                           |
| Oceano Atlântico                | |
| Guiné                           | |
| Fronteira Guiné-Serra Leoa      | |
| Guiné                           | |
| Costa do Marfim                 | |
| Burquina Fasso                  | |
| Gana                            | |